# Cupid (album)
Pour la série télévisée homonyme, voir Love Therapy.
Pour le satellite d'Uranus, voir Cupid (lune).
 (septembre 2017).
Si vous disposez d'ouvrages ou d'articles de référence ou si vous connaissez des sites web de qualité traitant du thème abordé ici, merci de compléter l'article en donnant les références utiles à sa vérifiabilité et en les liant à la section « Notes et références ».
Albums de Kat Onoma
Stock Phrases
(1990)
Cupid est le premier album du groupe français de rock, jazz et musique expérimentale Kat Onoma, sorti en 1988.
Selon l'édition française du magazine Rolling Stone (no 18 de février 2010), cet album est le 58e meilleur album de rock français.

## Historique
Ce premier album, auto-produit, est enregistré au studio Pyramide à Bruxelles. Il est distribué par Eurobond Records, filiale du label Just'In.
Il contient une reprise de Wild Thing du groupe britannique The Troggs. Pour les chansons The Ditty of the Drowned Father et Sam Song, Kat Onoma utilise des œuvres de William Shakespeare et Samuel Beckett. Trois textes sont écrits par l'auteur  Thomas Lago, ami du groupe, qui signe sous le nom de Pierre Alferi.

## Liste des titres
| No  | Titre                           | Auteur                               | Durée |
| --- | ------------------------------- | ------------------------------------ | ----- |
|     | 'Face A'                        |                                      |       |
| A1. | Cupid                           | Pierre Alferi, Rodolphe Burger       | 5:01  |
| A2. | The Ditty of the Drowned Father | William Shakespeare, Rodolphe Burger | 4:54  |
| A3. | Take a Message to Mary          | Rodolphe Burger                      | 3:13  |
| A4. | From Pompei                     | Rodolphe Burger                      | 3:01  |
| A5. | Wild Thing                      | Chip Taylor                          | 4:04  |
|     | 'Face B'                        |                                      |       |
| B1. | Aphrodite's Lizard              | Rodolphe Burger, Salvatore Puglia    | 5:02  |
| B2. | Electric Cant                   | Pierre Alferi, Rodolphe Burger       | 4:54  |
| B3. | Full Moon, Full Jail            | Pascal Benoit, Rodolphe Burger       | 3:43  |
| B4. | Liar                            | Rodolphe Burger                      | 3:36  |
| B5. | Cupid (Demo)                    | Pierre Alferi, Rodolphe Burger       | 3:55  |

| Titres bonus édition CD (Just'In Distribution, Eurobond Records, France, 1988) | Titres bonus édition CD (Just'In Distribution, Eurobond Records, France, 1988) | Titres bonus édition CD (Just'In Distribution, Eurobond Records, France, 1988) | Titres bonus édition CD (Just'In Distribution, Eurobond Records, France, 1988) | Titres bonus édition CD (Just'In Distribution, Eurobond Records, France, 1988) | Titres bonus édition CD (Just'In Distribution, Eurobond Records, France, 1988) | Titres bonus édition CD (Just'In Distribution, Eurobond Records, France, 1988) | Titres bonus édition CD (Just'In Distribution, Eurobond Records, France, 1988) | Titres bonus édition CD (Just'In Distribution, Eurobond Records, France, 1988) | Titres bonus édition CD (Just'In Distribution, Eurobond Records, France, 1988) |
| No                                                                             | Titre                                                                          | Durée                                                                          |                                                                                |                                                                                |                                                                                |                                                                                |                                                                                |                                                                                |                                                                                |
| ------------------------------------------------------------------------------ | ------------------------------------------------------------------------------ | ------------------------------------------------------------------------------ | ------------------------------------------------------------------------------ | ------------------------------------------------------------------------------ | ------------------------------------------------------------------------------ | ------------------------------------------------------------------------------ | ------------------------------------------------------------------------------ | ------------------------------------------------------------------------------ | ------------------------------------------------------------------------------ |
| 11.                                                                            | Beggar's Law                                                                   | 3:04                                                                           |                                                                                |                                                                                |                                                                                |                                                                                |                                                                                |                                                                                |                                                                                |
| 12.                                                                            | Mary P.                                                                        | 3:48                                                                           |                                                                                |                                                                                |                                                                                |                                                                                |                                                                                |                                                                                |                                                                                |
| 13.                                                                            | A Nice Mess                                                                    | 3:20                                                                           |                                                                                |                                                                                |                                                                                |                                                                                |                                                                                |                                                                                |                                                                                |
| 14.                                                                            | Sam Song                                                                       | 4:53                                                                           |                                                                                |                                                                                |                                                                                |                                                                                |                                                                                |                                                                                |                                                                                |
| 56:29                                                                          |                                                                                |                                                                                |                                                                                |                                                                                |                                                                                |                                                                                |                                                                                |                                                                                |                                                                                |

| Titre bonus réédition remastérisée digipack (Chrysalis, Dernière Bande, 9 mars 1995) | Titre bonus réédition remastérisée digipack (Chrysalis, Dernière Bande, 9 mars 1995) | Titre bonus réédition remastérisée digipack (Chrysalis, Dernière Bande, 9 mars 1995) | Titre bonus réédition remastérisée digipack (Chrysalis, Dernière Bande, 9 mars 1995) | Titre bonus réédition remastérisée digipack (Chrysalis, Dernière Bande, 9 mars 1995) | Titre bonus réédition remastérisée digipack (Chrysalis, Dernière Bande, 9 mars 1995) | Titre bonus réédition remastérisée digipack (Chrysalis, Dernière Bande, 9 mars 1995) | Titre bonus réédition remastérisée digipack (Chrysalis, Dernière Bande, 9 mars 1995) | Titre bonus réédition remastérisée digipack (Chrysalis, Dernière Bande, 9 mars 1995) | Titre bonus réédition remastérisée digipack (Chrysalis, Dernière Bande, 9 mars 1995) |
| No                                                                                   | Titre                                                                                | Durée                                                                                |                                                                                      |                                                                                      |                                                                                      |                                                                                      |                                                                                      |                                                                                      |                                                                                      |
| ------------------------------------------------------------------------------------ | ------------------------------------------------------------------------------------ | ------------------------------------------------------------------------------------ | ------------------------------------------------------------------------------------ | ------------------------------------------------------------------------------------ | ------------------------------------------------------------------------------------ | ------------------------------------------------------------------------------------ | ------------------------------------------------------------------------------------ | ------------------------------------------------------------------------------------ | ------------------------------------------------------------------------------------ |
| 15.                                                                                  | Cupid (remix by Nick Patrick)                                                        | 3:52                                                                                 |                                                                                      |                                                                                      |                                                                                      |                                                                                      |                                                                                      |                                                                                      |                                                                                      |
| 60:23                                                                                |                                                                                      |                                                                                      |                                                                                      |                                                                                      |                                                                                      |                                                                                      |                                                                                      |                                                                                      |                                                                                      |

## Crédits
| - Rodolphe Burger : chant (principal), guitare - Pascal Benoit : batterie, chœurs - Pierre Keyline : basse - Philippe Poirier : saxophone - Guy « Bix » Bickel : trompette, chant - Michel Jehlen : guitare - Ariane Chottin : voix (murmure) | - Production , ingénierie : Luc Tytgat - Mixage : Nick Patrick - Management : Ariane Chottin - Artwork : Carole Peclers |